# Petrikirche (Lubmin)

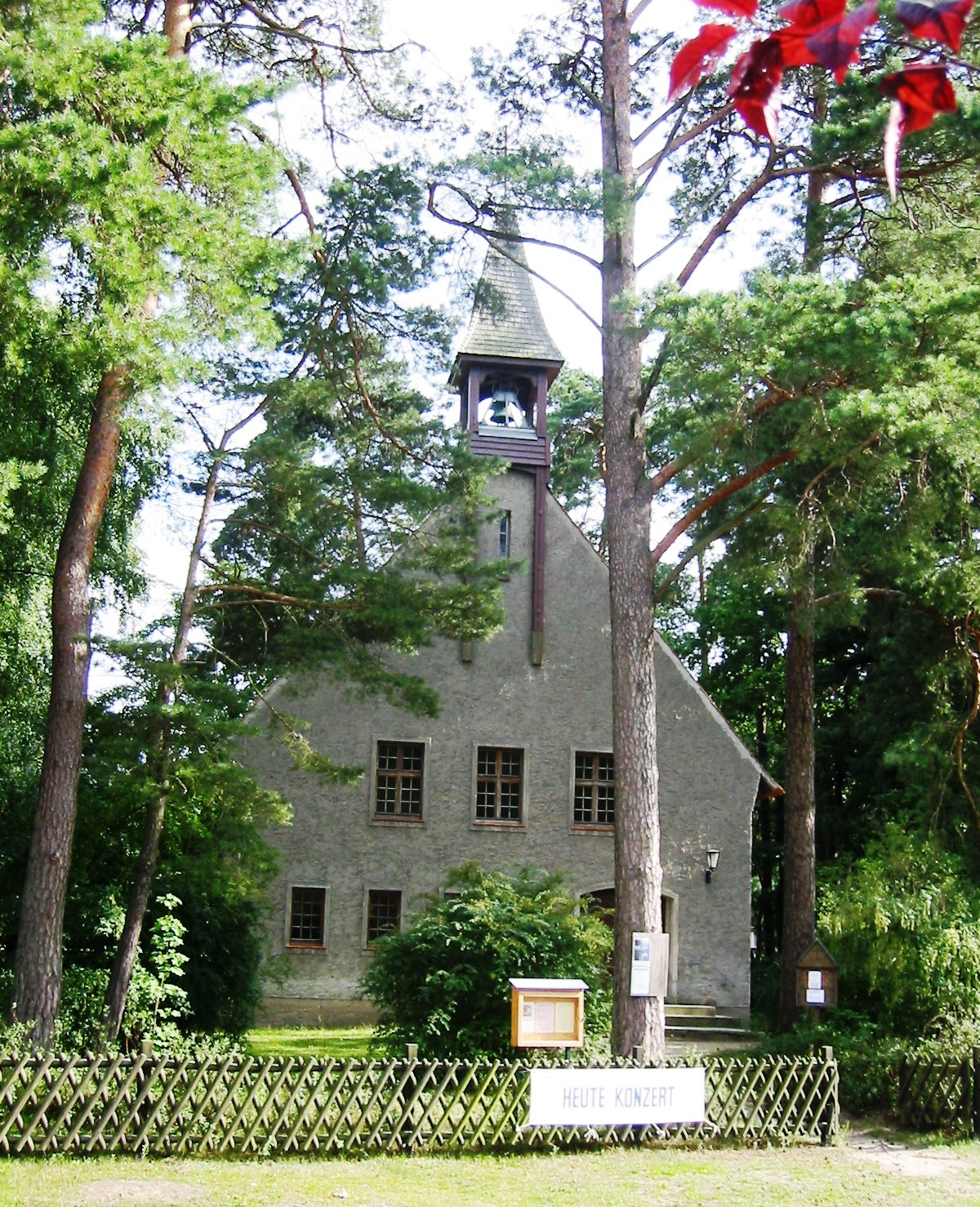
Petrikirche in Lubmin

Die Petrikirche ist ein Sakralgebäude in Lubmin im Nordosten Mecklenburg-Vorpommerns. Das Bauwerk ist eine der wenigen Kirchen, die in der Zeit der DDR entstanden.

## Zugehörigkeit
Im Jahr 1230 wurde in Wusterhusen erstmals ein Pfarrer Servatius erwähnt; die Kirchenweihe der Kirche Wusterhusen fand im Jahr 1271 statt. Aus dieser Zeit sind auch die Orte bekannt, die seinerzeit die Pfarrgemeinde bildeten, darunter auch Lubmin. Die Gläubigen aus Lubmin gingen daher über viele Jahrhunderte zum Gottesdienst in die benachbarte Gemeinde. Erst in den 1950er Jahren kam der Wunsch auf, eine zweite Pfarrstelle in Lubmin einzurichten. Der Gemeindekirchenrat informierte die Anwesenden am 18. Februar 1955, dass eine solche Stelle mit Sitz in Lubmin möglich sei. Dennoch wurde erst auf der Sitzung am 19. August 1956 die zweite Stelle offiziell beantragt. Der Rat bat weiterhin am 16. Januar 1957 beim Konsistorium Greifswald der Pommerschen Evangelischen Kirche um die Erlaubnis, Lubmin in die kirchenrechtliche Selbständigkeit zu überführen. Daraufhin wurde Pfarrer Torkler am 5. April 1957 in die zweite Pfarrstelle nach Wusterhusen berufen. Der neu gegründete Gemeindekirchenrat tagte erstmals am 22. September 1958 mit dem Ergebnis, dass am 1. Oktober 1958 die Kirchengemeinde Lubmin eingerichtet wurde. Damit erfolgte die Loslösung von der Kirchengemeinde Wusterhusen, die bis in das Jahr 2009 andauerte.
Die Kirche bildet mit der Gemeinde in Wusterhusen die gemeinsame Kirchengemeinde Lubmin-Wusterhusen, die seit 2012 zum Pommerschen Evangelischen Kirchenkreis der Evangelisch-Lutherischen Kirche in Norddeutschland („Nordkirche“) gehört.

## Geschichte

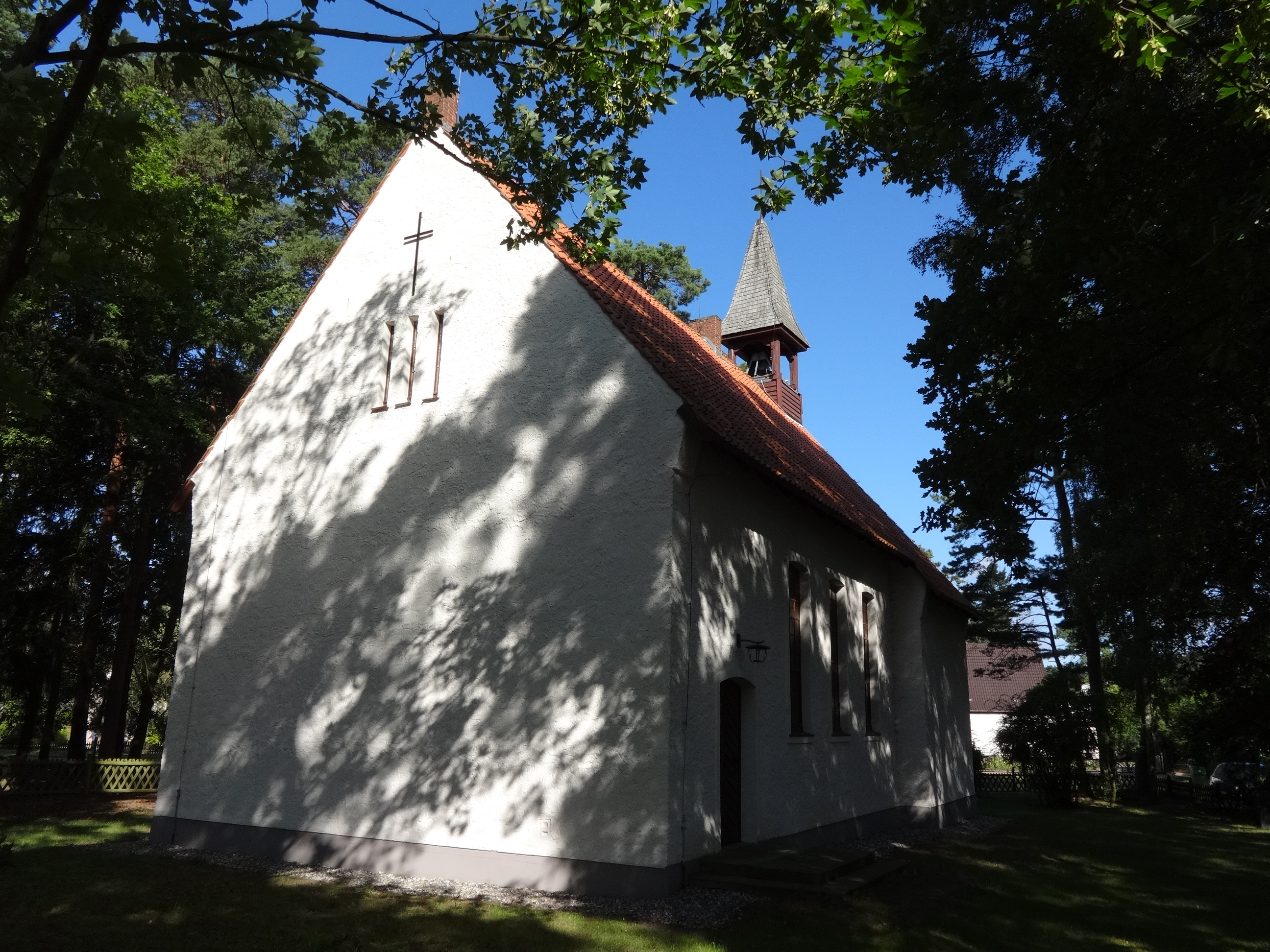
Chor

Als eine der ersten Aufgaben beschloss der Gemeindekirchenrat von Wusterhusen am 17. März 1953, beim Konsistorium Geld für den Bau eines Sakralgebäudes in Lubmin zu beantragen. Bereits anlässlich der Sitzung am 2. Juni 1953 konnte der Rat verkünden, dass der  Grundbucheintrag für den Neubau erfolgt sei. Daraufhin beschloss der Rat, beim Grundbuchamt in Wolgast die Eintragung einer Hypothek über ein Darlehen in Höhe von 10.000 Mark zu beantragen. Das Geld stammte vom Bauer Albert Oestereich aus Wusterhusen. Weiterhin erwarb der Rat eine zusätzliche Parzelle, um das Grundstück zu vergrößern. Der Bauschein wurde am 8. September 1953 erteilt; die Grundsteinlegung fand am 2. Mai 1954 statt. Knapp anderthalb Jahre später, am 13. November 1955, wurde das Richtfest gefeiert.  Die Kirche wurde vom Greifswalder Kirchenbaurat Schwarz gestaltet, der auch den Entwurf für das Gebäude anfertigte. Es erging die Auflage, dass die Kirche einschließlich Turm die umstehenden Bäume nicht überragen durfte. Der Rat des Kreises in Wolgast begründete seine Ablehnung damit, dass mit dem Bau „eine vollkommene Umgestaltung des Dorfbildes“ erfolge und daher „ein derartiger Turmbau auf einem verhältnismäßig kleinen Gebäude nicht vertretbar“ sei. Die Bauausführung übernahm die Firma Dinse in Pritzwald. Handwerker aus Lubmin nahmen den Ausbau des Schiffs und der Nebenräume vor. Die Einweihung fand am 28. April 1957 statt. Allerdings war das Gebäude noch nicht komplett fertiggestellt, wie der Kirchenbaurat Schwarz bei einem Besuch am 12. Mai 1958 feststellte. Er bemängelte unter anderem die Aufstellung und die Farbgestaltung des Kirchengestühls.

## Architektur
Das Gebäude ist ein schlichter Bau aus Mauerziegeln, der mit einem groben, weiß angestrichenen Putz versehen ist. Er fußt auf einem grau gestrichenen Sockel. Das Hauptgebäude ist 17,40 Meter lang und 9,24 Meter breit. Die Kirche verfügt über einen rechteckigen Grundriss mit einem geraden Chorabschluss. An der Westseite springt das Gebäude einige Zentimeter vor. Dort befindet sich auch der Haupteingang mit einer dunklen Holzpforte. Links neben der Pforte sind vier rechteckige, dunkle Holzfenster eingelassen. Darüber befinden sich drei symmetrisch zur Fassade angeordnete, ebenfalls rechteckige Holzfenster. Die Fassade steigt leicht pyramidenförmig nach oben hin an. Oberhalb des Westgiebels ist ein hölzerner, 7,50 Meter hoher Dachreiter angebaut, in dem die offen aufgehängte Glocke erkennbar ist. Daran schließt sich ein viereckiger mit Holzschindeln gedeckter Turmhelm an, der von einem Kreuz gekrönt wird. An der Nordseite sind insgesamt drei hohe Fenster im Kirchenschiff eingebaut, die nach oben hin leicht rundbogenförmig ausgestaltet sind. Am östlichen Ende der Nordseite ist eine kleinere, ebenfalls aus dunklem Holz gefertigte Tür eingelassen, die dem Pfarrer als Zugang dient. Die Südseite ist ebenfalls mit vier gleichartig gefassten Fenstern ausgestattet. Die Chorwand weist an ihrem Giebel drei schmale, rechteckige Öffnungen als Symbol für die Trinität auf; darüber ist ein lateinisches Kreuz aus Stahl angebracht. Das Gebäude verfügt über ein schlichtes, mit roten Dachpfannen eingedecktes Satteldach mit einer Traufhöhe von 5,38 Metern.

## Ausstattung
Die Decke ist flach und mit dunklen Holzbalken verkleidet. An der Westseite befinden sich eine Empore mit der Orgel sowie zwei dreifach unterteilte, rundbogenförmige Fenster. Die Firma Kastner, die seinerzeit in Vierow ihren Sitz hatte, übernahm sämtliche Holzarbeiten wie den Altar aus Eichenholz, die Empore, alle Türen, Fenster und die Liedanschlagstafeln. Im Laufe der Jahre waren Nacharbeiten erforderlich, die von dem Unternehmen ebenfalls ausgeführt wurden. Das hölzerne Kreuz über dem Altar stammt ebenfalls aus den 1950er Jahren. Die Taufschale stammt aus der Zeit des Barock und ist ein Geschenk der Kirchengemeinde Wusterhusen. An der Chorwand hängen zwei Reliefs des ehemaligen Pfarrers Gerhard Becker aus Dersekow, welche die Verleumdung des Petrus sowie den Fischzug des Petrus zeigen. Dieses Motiv ist ebenfalls in einem
Pommerschen Fischerteppich vor dem Altar zu sehen. Er stammt aus dem Jahr 1958, wurde von Wilhelm Kurzenburg entworfen und von Else Manzke und Anna Beuge unter der Leitung von Rudolf Stundl geknüpft. Die Antependien sind wie auch das Abendmahlsgefäß ein Geschenk von Gemeindemitgliedern. Die Greifswalder Studentengemeinde schenkte die Kanzel, während das Antikglas von der Familie Thaler stammt.

## Orgel
Nach der Fertigstellung des Bauwerks fehlte eine Orgel, so dass man zur Einweihungsfeier auf ein Harmonium zurückgreifen musste. Pfarrer Torkler nahm daher Kontakt mit der Firma
Hermann Eule aus Bautzen auf, die einen Kostenvoranschlag erstellte, der wiederum an das Konsistorium weitergereicht wurde. Er sah Ausgaben in Höhe von 12.000 DM vor, von denen 3.000 DM durch Rücklagen gedeckt waren. Weitere 3.000 DM wollte man in der Gemeinde durch Spenden aufbringen, so dass eine Finanzierungslücke von 6.000 DM bestand. Dennoch beauftragte der Gemeindekirchenrat nach seiner Sitzung am 21. September 1958 bereits einen Tag später die Firma Eule mit dem Bau der Orgel. Das Konsistorium korrigierte am 10. Juni 1959 den Kostenvoranschlag von 18.000 DM auf 23.000 DM, weil bislang nicht berücksichtigte Nebenkosten nachträglich eingerechnet wurden. Die Mensurenzeichnungen übernahm der Pfarrer Rößler aus Hohenzell. Der Gemeindekirchenrat hatte sich weiterhin dazu entschlossen, ein elektrisches Windwerk aus der BRD mit Hilfe von Spenden zu erwerben. Dem vorausgegangen war ein entsprechendes Angebot der Kirchengemeinde in Hamm-Werries. Im April 1960 erhielt die Kirchengemeinde die Einfuhrgenehmigung für ein Meidinger-System aus Hamburg. Im September des gleichen Jahres begann die Firma Eule mit dem Bau der Orgel, die im September 1963 nach Lubmin transportiert wurde. Die Einweihung fand am 12. November 1963 statt. Sie verfügt über zehn Register auf zwei Manualen und Pedal.
| I Manual C–g3 |            |    |
| 1.            | Gedackt    | 8′ |
| 2.            | Prinzipal  | 4′ |
| 3.            | Scharff IV |    |

| II Manual C–g3 |                 |    |
| 4.             | Quintade        | 8′ |
| 5.             | Rohrflöte       | 4′ |
| 6.             | Schweizerpfeife | 2′ |
| 7.             | Sesquialter II  |    |
| 8.             | Zimbelpfeife I  |    |

| Pedal C–f1 |          |     |
| 9.         | Subbaß   | 16′ |
| 10.        | Gemshorn | 4′  |

- Koppeln: II/I, I/P, II/P

## Geläut
Die Glocke der Kirche wurde bereits im Jahr 1936 durch die Firma Schilling in Apolda gegossen. Sie diente zuvor in einer Kirche im Kreis Merseburg, bis diese durch eine Luftmine im Zweiten Weltkrieg zerstört wurde.
Die Inschrift lautet:

„Land, Land, Land, höre des Herren Wort“

Da man die Sorge hatte, dass die Glocke beim Transport von Apolda nach Lubmin einem Diebstahl zum Opfer fallen konnte, transportierte der Gemeindekirchenrat und Elektromeister Ladwig aus Lubmin die Glocke in seinem Auto in die Gemeinde. Trotz eines Achsenbruchs auf dem Weg konnte die Glocke unversehrt an den Greifswalder Bodden gebracht werden.

## Sonstiges
Rechts neben der Kirche befindet sich in einem kleinen Waldstück ein Denkmal für die 15 Gefallenen des Ersten Weltkrieges, die aus der Gemeinde stammten. Unterhalb des Denkmals wurden zwei weitere Steine angebracht. Sie tragen die Aufschrift: Für uns habt ihr gestritten bzw. Schmerz, Leiden, Wunden, Tod erlitten. Das Denkmal wurde zu einem späteren Zeitpunkt durch eine weitere Gedenktafel erweitert: Zum Gedenken der Toten des 2. Weltkrieges 1939–1945 und seiner Folgen als Mahnung für Frieden und gegen Gewalt.
In dem Waldstück wurde weiterhin ein Gedenkstein für den Tag der Deutschen Einheit aufgestellt.